# Mai così tanti dovettero così tanto a così pochi

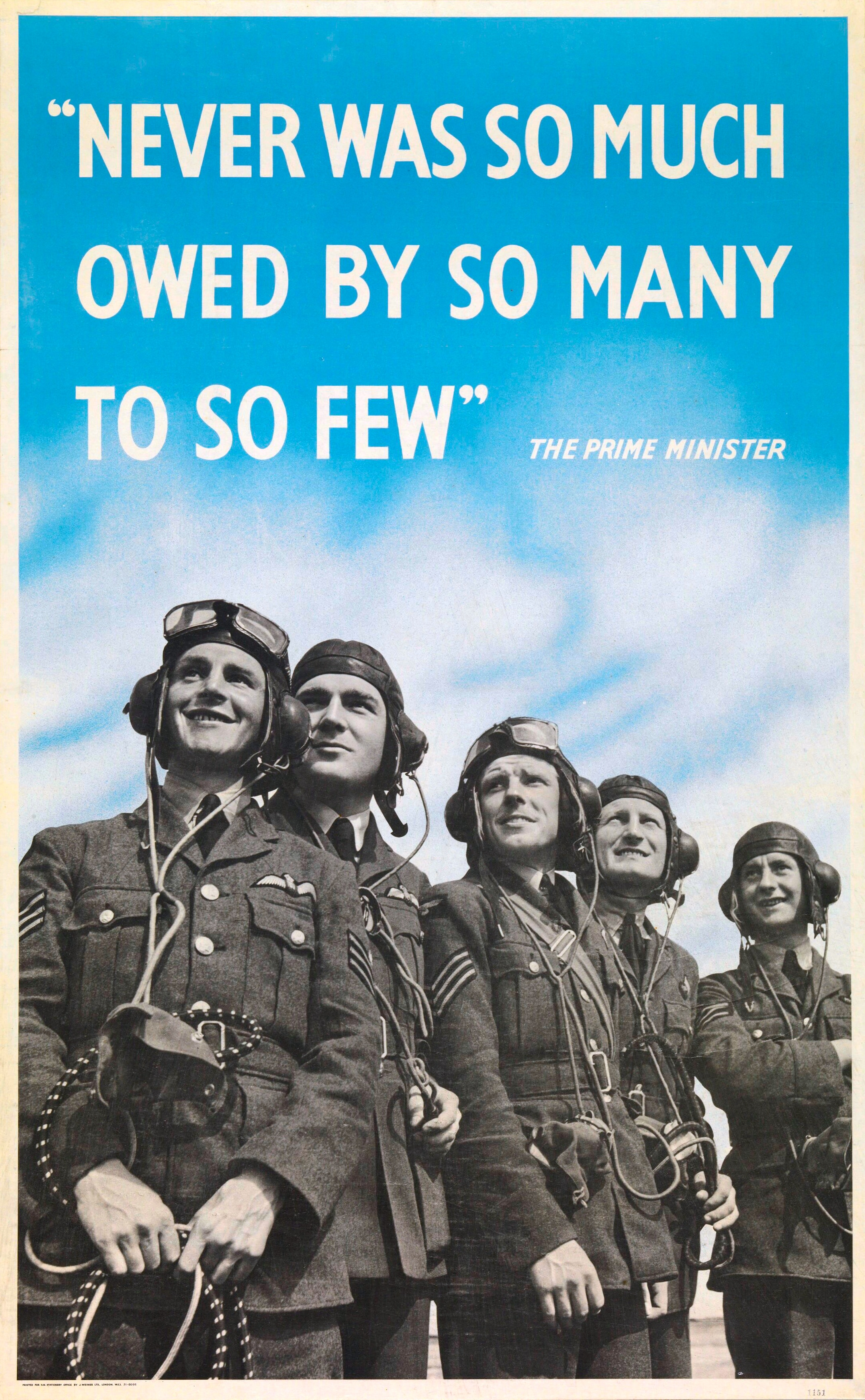
Poster della seconda guerra mondiale contenente la famosa citazione di Winston Churchill

Mai così tanti dovettero così tanto a così pochi è un discorso di guerra pronunciato dal Primo ministro britannico Winston Churchill il 20 agosto 1940. Il nome deriva dalla frase più famosa del discorso, "Mai, nel campo dei conflitti umani, così tanti dovettero così tanto a così pochi", in cui il politico britannico si riferiva ai valorosi sforzi in corso degli equipaggi del Fighter Command della Royal Air Force che al tempo stavano combattendo la battaglia d'Inghilterra, la battaglia aerea cruciale con la Luftwaffe tedesca, in cui era in gioco la sopravvivenza stessa della Gran Bretagna che era minacciata di un'invasione tedesca.
"I pochi" (The few) divenne la denominazione con cui furono da quel momento identificati i piloti del Fighter Command che avevano preso attivamente parte alla battaglia.

## Storia
Churchill a quanto pare dapprima usò le sue famose parole alla sua uscita dal Bunker della Battaglia d'Inghilterra presso la base aerea di Uxbridge il 16 agosto, mentre visitava la Sala Operativa del No. 11 Group RAF durante una giornata di battaglia. In seguito, Churchill disse al maggiore generale Hastings Ismay, "Non mi parlare, non sono mai stato così commosso". Dopo alcuni minuti di silenzio, disse: "Mai, nella storia del genere umano, così tanti dovettero così tanto a così pochi". La frase avrebbe costituito la base del suo discorso alla Camera dei Comuni il 20 agosto.
Tuttavia, nel 1954 "Pug" Ismay raccontò un aneddoto all'editore Rupert Hart-Davis: mentre Churchill e Ismay stavano
viaggiando insieme in macchina, in cui Winston provava il discorso che fu quello fatto alla Camera dei Comuni il 20 agosto 1940 dopo la Battaglia d'Inghilterra. Quando arrivò alla famosa frase, 'Mai, nella storia del genere umano, così tanti dovettero così tanto a così pochi', Ismay disse 'Che dire di Gesù e dei suoi discepoli?' 'Buon vecchio Pug', disse Winston che cambiò immediatamente la formulazione in 'Mai, nel campo dei conflitti umani…'.
Il discorso venne fatto mentre il Regno Unito preparava l'attesa invasione tedesca. In esso, Churchill cercò d'ispirare i suoi concittadini sottolineando che, anche se gli ultimi mesi erano stati una serie di sconfitte monumentali per gli Alleati, la loro situazione era ormai molto meglio di prima. L'argomento di Churchill era di fatto corretto; poco dopo i britannici vinsero la battaglia, la prima sconfitta significativa per la finora inarrestabile Wehrmacht.
Questo discorso fu una grande ispirazione per l'assediato Regno Unito durante quella che fu probabilmente la sua fase più pericolosa di tutta la guerra. Insieme ai tre discorsi famosi che fece durante il periodo della Campagna di Francia (il discorso "Sangue, fatica, lacrime e sudore" del 13 maggio, il discorso "Noi combatteremo sulle spiagge" del 4 giugno e il discorso "Quella fu la loro ora migliore" del 18 giugno), forma la sua retorica più emozionante.
Alla fine del discorso, l'oratore presentò la prima fase della crescente alleanza strategica con gli Stati Uniti e demandò ad un futuro accordo l'installazione di basi degli Stati Uniti su vari territori britannici.

## Eredità
Il discorso è ricordato anche per il suo uso della frase "i pochi" per descrivere gli equipaggi del Fighter Command della RAF, la cui lotta disperata ottenne la vittoria; "I Pochi" divenne il loro soprannome. È chiaro che Churchill prese la sua ispirazione da varie fonti, tra cui Hall e Shakespeare. Anche Duff Cooper aveva fatto un discorso immediatamente prima di Churchill, catturando l'essenza del 'pochi e tanti', anche se nulla di simile come eloquenza.
Alcuni storici ritengono che Churchill non si riferisse ai soli piloti da caccia, ma che le sue osservazioni erano destinate a fare riferimento a tutti gli equipaggi Alleati, tra cui in particolare il Bomber Command.
A dimostrazione della popolarità della frase, Anthony Eden, allora Segretario di Stato agli affari esteri, dopo la Battaglia di Beda Fomm (6-7 febbraio 1941), la parafrasò con Mai era accaduto che così tanto fosse abbandonato da così tanti a così pochi.
Una versione del titolo del discorso appare nella canzone di Benjamin Clementine Winston Churchill`s Boy.